# Prohimerta guizhouensis
Prohimerta guizhouensis är en insektsart som beskrevs av Andrej Vasiljevitj Gorochov och Kang 2002. Prohimerta guizhouensis ingår i släktet Prohimerta och familjen vårtbitare. Inga underarter finns listade i Catalogue of Life.